# تیپ سواره‌نظام کرسووا
تیپ سواره‌نظام کرسووا (Kresowa Brygada Kawalerii) واحدی از نیروی زمینی لهستان بود که در ۱ آوریل ۱۹۳۷ تشکیل شد. این واحد در زمان تهاجم آلمان به لهستان جزوی از ارتش ووچ بود. طی روزهای نخست جنگ این واحد علی‌رغم آنکه در رزم حضور نداشت به دلیل بمباران‌های لوفت‌وافه آسیب بسیار دید.

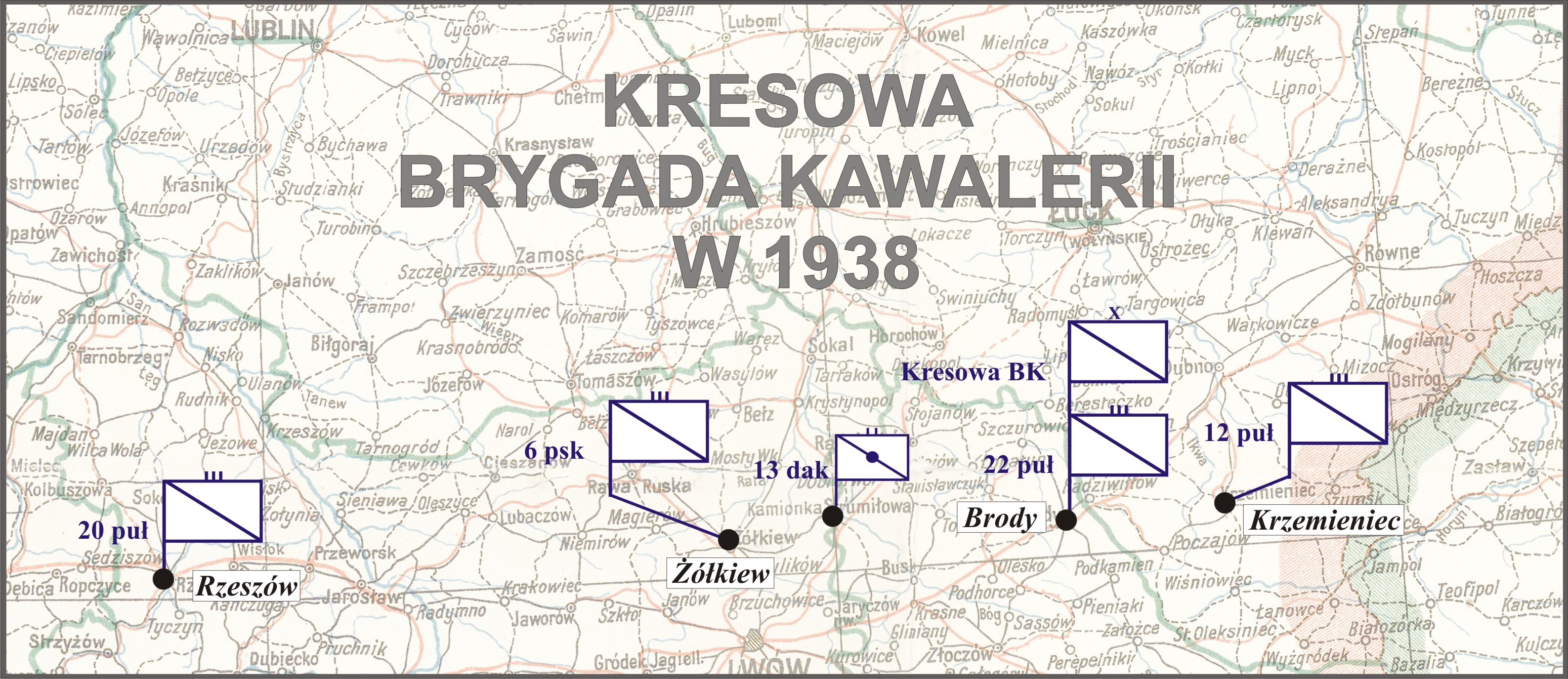
پادگان‌های تیپ سواره‌نظام کرسووا در سال ۱۹۳۸

در روز ۳ سپتامبر ۱۹۳۹ میلادی بقایای این واحد به شادک رفته و در آنجا ضمن ادغام با لشکر ۱۰ پیاده‌نظام، گروه عملیاتی شراتس را تشکیل دادند. روز بعد این یگان به نیروهای آلمانی تحت امر ژنرال فریدریش اولبریخت حمله کردند اما به دلایل نامعلومی سواره‌نظام لهستانی به ناگهان عقب‌نشینی کرده که باعث عزل فرمانده این واحد شد.
در روز ۵ سپتامبر با افزایش خطر محاصره تیپ سواره‌نظام کرسووا به سمت شرق عقب نشست و در اطراف ازگیش از رود نر عبور کرد. با یورش نیروهای آلمانی در ۸ سپتامبر سواره‌نظام لهستانی نابود شدند. باقی مانده نیروها به عبور از ویستولا در ۱۰ سپتامبر به نیروهای استفان دوب بیرنادسکی پیوسته در نبرد توماشوف لوبلسکی مشارکت داشتند. آخرین واحدهای این تیپ سواره‌نظام پس از درگیری در سودووا ویشنیا در روز ۲۶ سپتامبر تسلیم شدند.